# Marc'Antonio Ingegneri
Œuvres principales
Madrigaux
Marc'Antonio Ingegneri (né à Vérone en 1535, mort à Crémone le 1er juillet 1592) est un compositeur italien, maître de Claudio Monteverdi.

## Biographie

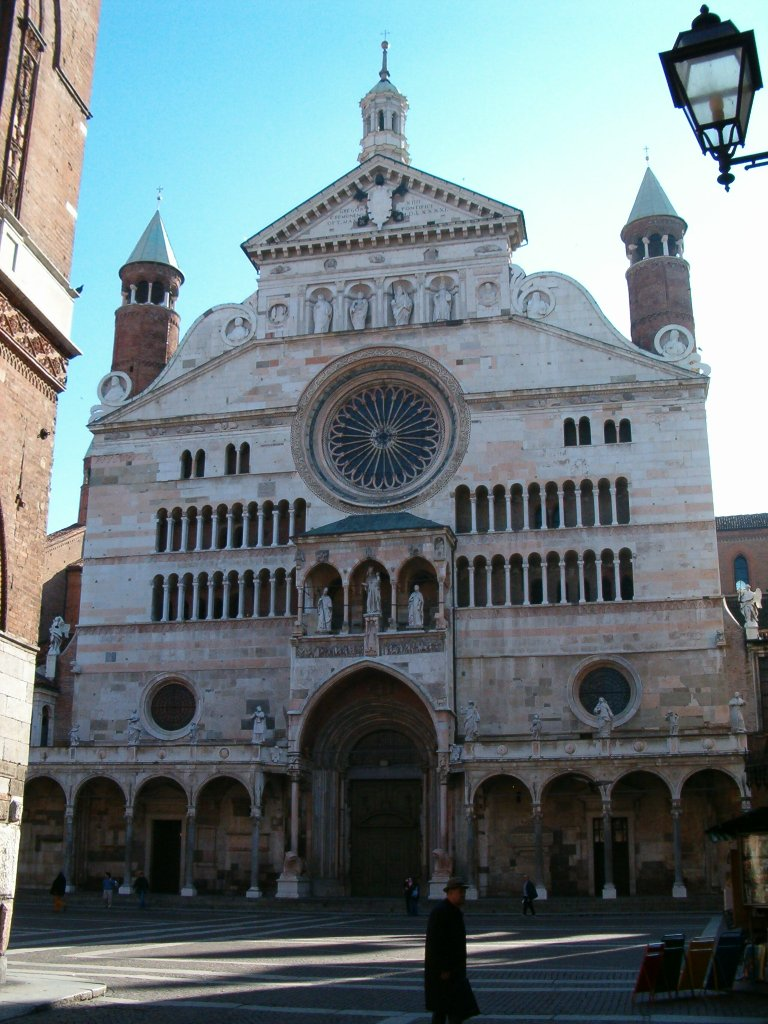
Cathédrale de Crémone dont Ingegneri est le maître de chapelle.

Fils d'un forgeron il est né en 1535 ou 1536 d'une famille originaire de Venise (dans un registre paroissial de 1541 il est inscrit avec d'autres membres de sa famille comme un enfant de 5 ans). Au cours des années 1550 il quitte Vérone et se retrouve en 1557 dans l'orchestre à cordes de la basilique de San Marco à Venise. Plus tard, il est étudiant de Cipriano de Rore à Parme et de Vincenzo Ruffo à Vérone. Vers le mois de septembre 1566 il s'installe définitivement à Crémone où, en 1570, il publie son premier livre de madrigaux à cinq voix (dans lequel figure Hor che 'l ciel e la terra e 'l vento tace, sur un poème de Pétrarque) et en 1581 il devient maître de chapelle de la cathédrale. C'est à ce titre qu'il devient professeur du jeune Claudio Monteverdi. Il était proche ami de Nicolas Sfondrati évêque de Crémone, plus tard le pape Grégoire XIV, promoteur de la politique de la Contre-Réforme et bien sûr impliqué dans le Concile de Trente et qui influença son écriture musicale. Son œuvre montre d'ordinaire la simplicité et la clarté de style de Giovanni Pierluigi da Palestrina. De fait son livre de 27 « Responsoria » (Répons) a longtemps été attribué à Palestrina. Certaines de ses créations cependant ignorent tout à fait le « dictum » réformiste du Conseil ; la plus notoire est un motet à quatre voix Noe Noe [Noël], qui est un double canon par renversement dans lequel il faudrait une oreille très désireuse d'entendre le texte : l'intelligibilité du texte était en effet une exigence adressée à tout compositeur de polyphonie sacrée par le Concile de Trente.
Ses messes sont simples, courtes et relativement homophoniques, surpassant souvent Palestrina en clarté et simplicité.

## Compositions
En 1573 et 1587, il publie deux livres de messes, écrit principalement pour madrigaux à quatre et huit voix (8 livres) et au moins trois livres de motets. Ses madrigaux témoignent d'une tendance conservatrice qui ignore l'avant-garde représentée par les œuvres de Luzzasco Luzzaschi et Luca Marenzio. Il a également écrit une aria dédié à Laura Peperara, la grande musicienne du Cinquecento (D'aria un tempo nodrimmi  contenues dans le Terzo libro de madrigali a cinque voci (1580).

### Œuvres choisies
- "Il primo libro de madrigali a quattro voci", Venise : Gardano, 1570
- "Il secondo libro de madrigali a cinque voci", Venise : Gardano, 1572
- "Il secondo libro de madrigali a quattro voci, con due arie di canzone francese da sonar", Venise : Gardano, 1579
- "Il terzo libro de madrigali a cinque voci", Venise : Gardano, 1580
- "Il quarto libro de madrigali a cinque voci", Venise : Gardano, 1584
- "Il primo libro de madrigali a sei voci", Venise : Gardano, 1586

## Sources
- (it) Cet article est partiellement ou en totalité issu de l’article de Wikipédia en italien intitulé « Marc'Antonio Ingegneri » (voir la liste des auteurs).